# Gräggören
Gräggören är en ö i Finland. Den ligger i Bottenviken och i kommunerna Jakobstad och Larsmo i landskapet Österbotten, i den nordvästra delen av landet. Ön ligger omkring 86 kilometer nordöst om Vasa och omkring 410 kilometer norr om Helsingfors.
Öns area är 17,5 hektar och dess största längd är 0,7 kilometer i nord-sydlig riktning. I omgivningarna runt Gräggören växer i huvudsak barrskog.